# Королёв, Вениамин Сергеевич
Вениамин Сергеевич Королёв (род. 30 июня 2003, Владимир) — российский хоккеист, защитник московского «Спартака».

## Биография
Начинал заниматься хоккеем в школах «Судогодец» (Судогда) и «Русичи» (Владимир). С 2014 года — в «Химике» Воскресенск. С сезона 2020/21 стал играть в команде МХЛ МХК «Спартак», со следующего сезона — за «Химик» в ВХЛ. В начале сентября 2024 года дебютировал в КХЛ, проведя два домашних матча в составе «Спартака».
Обладатель Кубка Петрова и лучший защитник Евро-Азиатского Кубка дружбы.